# Ла-Гранж (Женева)
Ла Гранж или Лагра́нж (фр. La Grange или Lagrange, что означает «амбар», «рига») — приозёрная усадьба на окраине Женевы (предместье О-Вив (фр.)), в районе набережной Гюстава Адора. Находится на левом берегу реки Рона, близ её истока из озера Леман (Женевское озеро).

## История
Место нынешнего парка Лагранж было обжито ещё в неолите, на что указывают два менгира, находящиеся в парке. Во времена Древнего Рима здесь обустроился Тит Фронтий (Titus Fronto); руины его виллы видны неподалёку от менгиров. Эта местность изображена на картине «Чудесный улов» немецко-швейцарского живописца Конрада Вица (1444). Во время археологических раскопок, проводившихся в парке, были обнаружены фрагменты античной дороги и строений, изображённых на картине: руин римской виллы I—IV веков н. э., крепостной стены и ворот.
Название Лагранж (фр. la grange — амбар, рига) этому своему сельскохозяйственному имению дали в XVIII веке его собственники, землевладельцы Луллен (Lullin) — возможно, по аналогии с загородным имением испанских королей. Они же заказали архитектору Жану-Луи Бове (1699-1766) проект виллы, реализованный в 1768–1773 гг.. 
В 1800 году имение приобрел судовладелец Фавр. По его заказу оформление фасада здания, изначально решённое в стиле барокко, было видоизменено в соответствии со вкусами новой эпохи. Были построены монументальные ворота со львами, ведущие в парк со стороны набережной Гюстав-Адор. В парке появилась оранжерея, были вновь проложены витиеватые и прямые дорожки. В 1821 году на вилле была организована обширная библиотека для собрания Гийома Фавра, насчитывающего около 15000 книг.
При Вильяме Фавре в 1864 году на вилле прошла церемония подписания Первой Женевской конвенции, определяющей охрану и облегчение участи больных и раненых участников войны во время боевых действий.
В 1917 г. Вильям Фавр завещал усадьбу городу Женеве. В 1945-46 годах был разбит розовый сад, положивший начало ежегодному Женевскому международному конкурсу розоводов, на котором происходит показ новых сортов роз.

## Современность

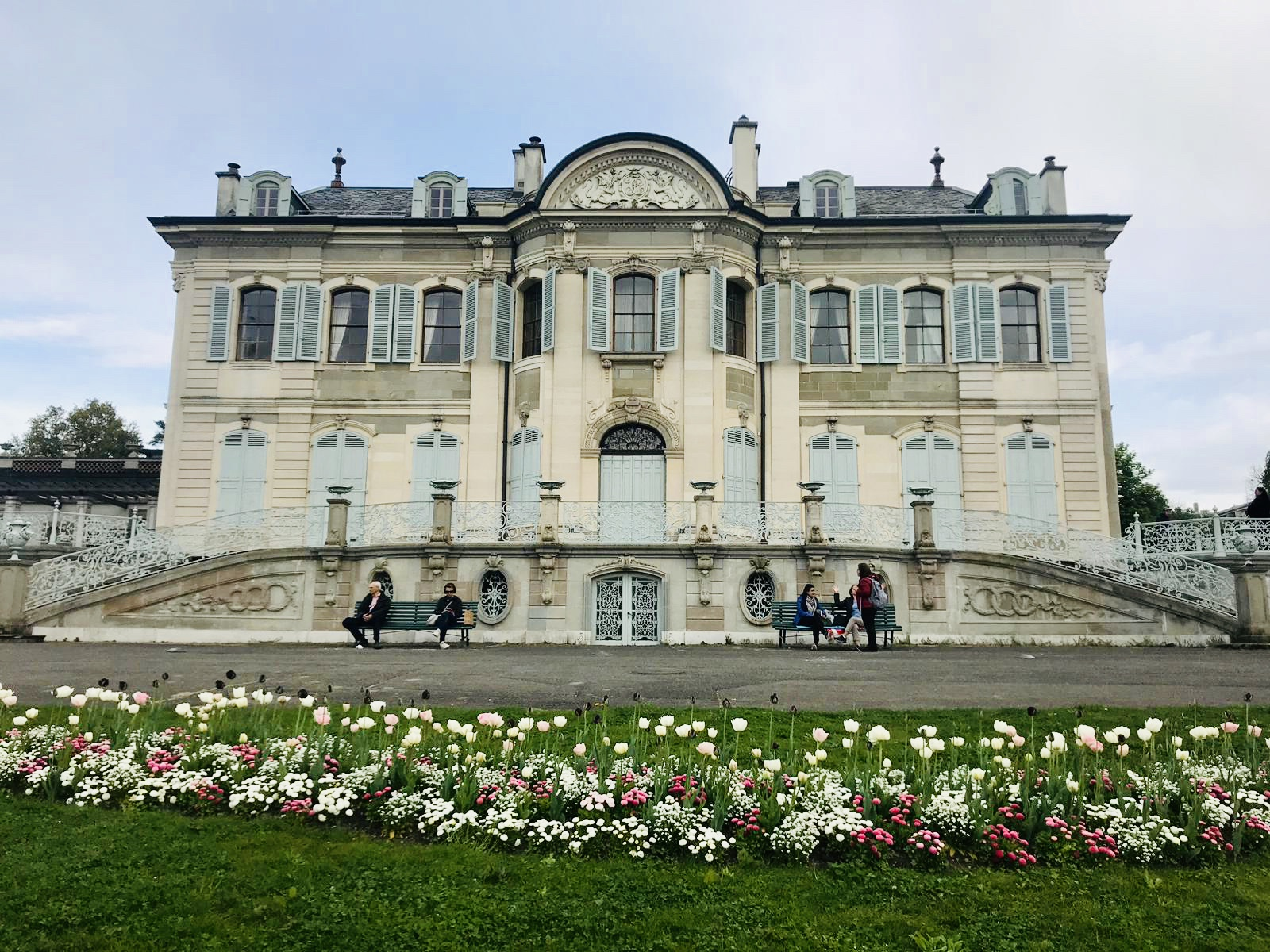
Вилла Ла Гранж

Большой дом в парке называется La Villa La Grange. Посещения проходят один раз в год, и для участия в них необходимо зарегистрироваться, так как количество мест ограничено.
В июне 2021 года вилла была выбрана местом встречи президентов Владимира Путина (Россия) и Джо Байдена (США).